# Веснушчатый амадай
Весну́шчатый амада́й (лат. Branchiostegus sawakinensis) — вид лучепёрых рыб семейства малакантовых (Malacanthidae). Морские придонные рыбы. Распространены в Индо-Тихоокеанской области. Максимальная длина тела 60 см.

## Описание
Тело немного удлинённое, покрыто ктеноидной чешуёй. Высота тела составляет 25—29 % стандартной длины тела. Голова большая, квадратной формы, покрыта циклоидной чешуёй. Длина головы составляет 26—31 % длины тела. На первой жаберной дуге 18—21 жаберных тычинок. Края предкрышки с мелкими зазубринами. Угол предкрышки 95—100°, задний край с небольшой выемкой. Глаза посажены высоко на голове; диаметр орбиты глаза составляет 22—26 % длины головы. Рот конечный, немного косой. Окончание верхней челюсти доходит до вертикали, проходящей через середину глаза. На обеих челюстях хорошо развитые клыковидные зубы; на каждой челюсти около 25 зубов, включая один увеличенный изогнутый зуб в задней части обеих челюстей; верхняя и нижняя челюсти с участком ворсинкообразных зубов на симфизах. В спинном плавнике 7 колючих и 15 мягких лучей. В анальном плавнике 2 колючих и 12 мягких лучей. Грудные плавники с 18—19 мягкими лучами, заострённые, их окончания доходят до анального отверстия. Брюшные плавники треугольной формы. Хвостовой плавник усечённый или немного закруглённый. В боковой линии 47—50 прободённых чешуй. Над боковой линией 8—9 рядов чешуи, под боковой линией 19—21 рядов.
Тело коричневатое сверху, белое снизу; с многочисленными красноватыми и жёлтыми пастельными оттенками и 5—7 рядами тёмных пятен, проходящих ниже боковой линии до уровня грудных плавников. Вокруг глаза розовато-фиолетовая область, переходящая в серебристо-жёлтую под глазом. Предорсальный гребень тёмный. Золотистая область выше предкрышки. Спинной плавник с небольшими тёмными прямоугольными отметинами вдоль основания. Основания мембран анального плавника с небольшими серебристо-белыми пятнами треугольной формы. Верхняя часть хвостового плавника светлая с жёлтыми лучами; нижняя часть тёмно-серая с 10—15 маленькими жёлтыми пятнами.
Максимальная длина тела 60 см.

## Ареал и места обитания
Распространены в Индо-Тихоокеанской области от юга Африки до Красного моря и на восток до Арафурского моря, Филиппин и севера Австралии. Обитают на континентальном шельфе на глубине от 45 до 180 м над илистыми грунтами.